# Jarir ibn Atiyya
Jarīr ibn ʿAṭiyya al-Khaṭafī al-Tamīmī (Yamama, 650 circa – 728 circa) è stato un poeta arabo specializzato nella satira.
Jarīr ibn ʿAṭiyya (in arabo جرير بن عطية الخطفي التميمي‎?) all'epoca del terzo Califfo 'Uthman ibn 'Affan (reg. 644-656) ed era un membro della tribù dei Banu Kulayb b. Yarbūʿ, parte della tribù dei Banu Tamim. Era nato nella badiya della Yamama ma trascorse parte della sua vita a Damasco alla corte dei Califfi omayyadi.
Si conosce assai poco della sua vita ma tra le poche cose tramandateci c'è il favore guadagnatosi a Wāsiṭ, alla corte di al-Hajjaj ibn Yusuf, governatore dell'Iraq (per il quale compose varie qaside elogiative) e la sua vittoria nel quarantennale confronto poetico col suo rivale Farazdaq, ma anche col poeta cristiano al-Akhṭal.
In seguito si recò a Damasco e fu alla corte del Califfo ʿAbd al-Malik e a quella del suo successore al-Walid I, dai quali non ricevette un particolare benvenuto, mentre invece lo ebbe da Umar II, che lo ricevette affabilmente.
I suoi versi, come quelli dei suoi contemporanei, erano in buona parte di tipo satirico (si contano almeno 40 persone oggetto dei suoi caustici versi) e laudatorie, in esaltazione cioè del personaggio cui egli dedicava la propria attenzione artistica, spesso per procacciarsene i favori.